# Selkäjärvi, Norrbotten
Selkäjärvi är en sjö i Pajala kommun i Norrbotten och ingår i Kalixälvens huvudavrinningsområde. Sjön har en area på 0,181 kvadratkilometer och ligger 281,9 meter över havet.

## Delavrinningsområde
Selkäjärvi ingår i det delavrinningsområde (745058-177822) som SMHI kallar för Ovan Kuusijoki. Medelhöjden är 259 meter över havet och ytan är 39,92 kvadratkilometer. Det finns inga avrinningsområden uppströms utan avrinningsområdet är högsta punkten. Huhtajoki som avvattnar avrinningsområdet har biflödesordning 4, vilket innebär att vattnet flödar genom totalt 4 vattendrag innan det når havet efter 171 kilometer. Avrinningsområdet består mestadels av skog (62 procent) och sankmarker (34 procent). Avrinningsområdet har 0,18 kvadratkilometer vattenytor vilket ger det en sjöprocent på 0,5 procent.